# Csepel SC
El Csepel SC es un equipo de fútbol de Hungría que juega en la NB III, la tercera liga de fútbol más importante del país.
Fue fundado en el año 1912 en la capital Budapest con el nombre Csepeli Torna Klub y desde entonces ha tenido varios nombres en su historia, los cuales han sido:
- 1912 - Csepeli TK
- 1932 - Csepel FC
- 1937 - Weisz-Manfréd FC Csepel
- 1944 - Csepel SC
- 1947 - Csepeli Mukás TE
- 1950 - Csepeli Vasas
- 1958 - Csepeli SC
- 1993 - Csepel SC-Kordax
- 1996 - Csepel SC

Es el equipo deportivo más exitoso del país a nivel de logros olímpicos en disciplinas como lucha, voleibol, ciclismo, balonmano y boxeo. Ha sido campeón de Liga en 4 ocasiones.
A nivel internacional ha participado en 1 torneo continental, en la Copa de Campeones de la UEFA de 1959/60, donde fue eliminado en la Primera Ronda por el Fenerbahçe SK de Turquía. 
Descendió de la NB I en 1996/97 y su equipo de fútbol fue disuelto en 2000/01, aunque existe en la NB III desde hace algunos años tras unirse con el equipo de la NB II, el III. Kerületi TVE de la ciudad de Obuda.

## Palmarés
- NB I: 4

1941/42, 1942/43, 1947/48, 1958/59

## Participación en competiciones de la UEFA
- Liga de Campeones de la UEFA: 1 aparición

1960 - Primera Ronda
| Temporada | Torneo                       | Ronda         | País    | Club          | Casa | Visita       | Global |
| --------- | ---------------------------- | ------------- | ------- | ------------- | ---- | ------------ | ------ |
| 1959-60   | Liga de Campeones de la UEFA | Primera Ronda | Turquía | Fenerbahçe SK | 2-3  | 1-1 (Nemeth) | 3-4    |

## Jugadores destacados
- Pál Csernai (1952-1956)
- József Tóth (1950s)